# Hur (Bible)
Pour les articles homonymes, voir Hur (homonymie).

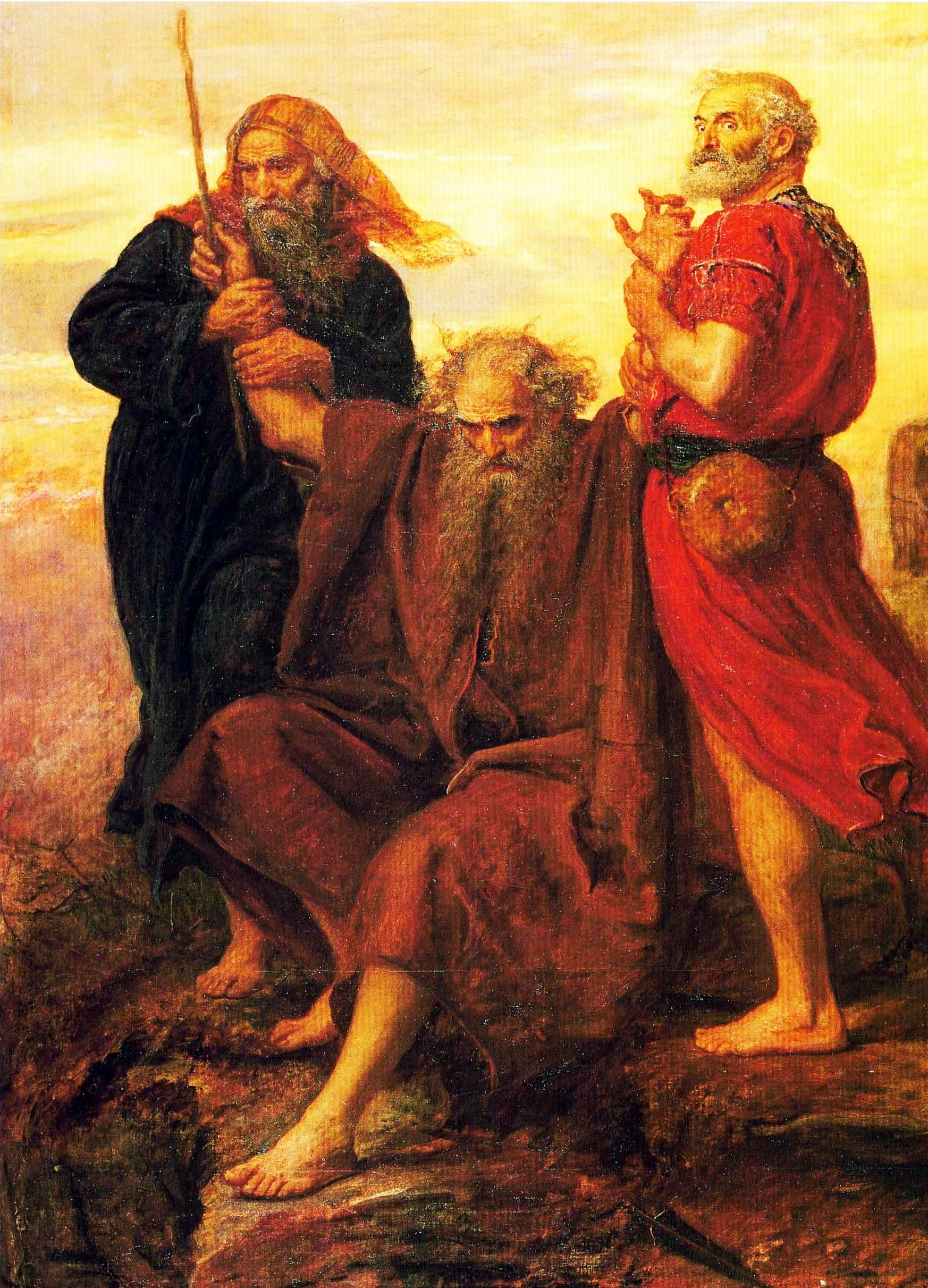
Moïse, soutenu par Aaron et Hur, prie pour la victoire (Peinture de J.E. Millais, 1923)

Hur appartient à la Tribu de Juda. Il est au côté de Moïse pendant l'Exode hors d'Égypte. Moïse demande à Béséléel le petit-fils de Hur de construire l'Arche d'alliance.

## Famille de Hur
Hur a pour père Caleb et pour frères Éla et Naam, il a pour mère Ephrata,, autre nom de Myriam, il a pour sœur Akhsa.

## Hur pendant l'Exode
Hur assiste avec Moïse et Aaron à la bataille des Amalécites contre les Israélites menés par Josué.
Hur reste avec Aaron auprès du peuple israélite lorsque Moïse va chercher les Tables de la Loi.

## Hur et Myriam
Myriam est la sœur de Moïse et de Aaron.
D'après Flavius Josèphe, Hur est le mari de Myriam.
D'après le Talmud, Caleb est le mari de Myriam et Hur est le fils de Caleb et de Myriam. En suivant le Talmud, Myriam s'appelle aussi Ephrata et Hur est son fils premier-né,,.
Pour Rachi, Hur est le fils de Myriam et de son mari Caleb, Hur est le fils de Myriam appelée Ephrata et son père est Caleb fils de Jéphunné.

## Descendance de Hur
Hur est le père de Ur le père de Béséléel,,,,.
Son petit-fils Béséléel construit l'Arche d'alliance.